# حادثه سقوط اتوبوس در کره شمالی (۲۰۱۸)
حادثه سقوط اتوبوس در کره شمالی (۲۰۱۸) روز دوشنبه ۲۳ آوریل رخ داد. در این حادثه یک اتوبوس حامل گردشگران چینی هنگام عبور از یک پل سقوط کرد و ۳۲ کشته از اتباع چینی و ۴ کشته از اتباع کره شمالی برجای گذاشت.

## شرح واقعه
روز دوشنبه ۲۳ آوریل ۲۰۱۸ یک اتوبوس گردشگران چینی در استان هوانگهائه شمالی در کره شمالی هنگام عبور از یک پل دچار سانحه شده و به پایین پل سقوط کرد.

## تلفات
در این سانحه ۳۲ شهروند چینی و ۴ شهروند کره شمالی کشته و حال دو شهروند چینی که زخمی شده‌اند وخیم می‌باشد.

## علت سانحه
علت این سانحه هنوز مشخص نیست. یک هیئت دیپلمات چینی برای مشخص کردن علت این حادثه به کره شمالی و وقوع حادثه رفته‌اند.

## واکنش‌ها
رئیس‌جمهور چین از وزارت خارجه و سفارت آن کشور در کره شمالی خواسته‌است در برخورد با این سانحه «تمامی امکانات لازم» را به خدمت بگیرند.